# Henrique de La Tour de Auvérnia, Visconde de Turenne
Henrique de La Tour de Auvérnia, visconde de Turenne, (em francês:  Henri de la Tour d'Auvergne, Sedan, 11 de Setembro de 1611 — Salzbach, 27 de Julho de 1675), foi um nobre e militar francês nomeado marechal de França em 1643. Ficou conhecido sob o nome de Turenne.

## Biografia
Nascido no castelo de Sedan em uma grande família aristocrática, ele foi um dos melhores generais de Luís XIII e Luís XIV. Inicialmente protestante, converteu-se ao catolicismo durante o reinado de Luís XIV, sob a influência de Bossuet.
Durante a Guerra dos Trinta Anos (1618-1648), comandou, em favor da França, o exército mercenário dos weimarianos e tomou parte nas "jornadas de Friburgo" e na Segunda Batalha de Nordlingen.
Inicialmente próximo da Fronda, em 1648, ele se aproximou de Mazarino e tornou-se comandante dos exércitos reais, vindo a derrotar Condé, seu antigo companheiro de armas, na batalha das Dunas.
Durante a guerra da Holanda, foi vencido pelas forças imperiais, comandadas por Montecuccoli, vendo-se obrigado a repassar o rio Reno, em 1673. Mas obteve sua revanche em junho de 1674, na batalha de Sinzheim, onde ele impediu a junção de dois exércitos adversários, aproveitando ainda para devastar o Palatinado.
Ele vence novamente os imperiais na Alsácia, na batalha de Einzheim em outubro de 1674, mas, ante a desproporção de forças, ele recua sobre Saverne e Haguenau, deixando os alemães estabelecerem seus quartéis de inverno na Alsácia. Contrariando o costume da época, Turenne não hesitou em atacar em pleno inverno. Manobrando oculto pelos montes Voges, ele retornou a Alsácia pelo sul, passando por Belfort no dia 27 dezembro de 1674. Sem encontrar resistência, alcança Mulhouse no dia 29. Os imperiais, surpreendidos, buscam se concentrar às pressas em Turckheim.
No dia 5 de janeiro de 1675, ocorre a Batalha de Turckheim: marchando com o flanco esquerdo colado às montanhas, Turenne ataca a extrema direita do dispositivo inimigo, pondo-o em fuga, sem muitas baixas.
As forças invasoras, desorganizadas, cruzam o Reno, abandonando a Alsácia.
Findo o inverno, Turenne vê-se novamente diante de tropas adversárias comandadas por Montecuccoli. Durante dois meses, os dois se enfrentam pela manobra, sem resultados conclusivos. Finalmente, no dia 27 de julho, Turenne vê-se em posição de forçar o adversário a uma batalha decisiva (Salzbach), durante a qual ele acaba atingido mortalmente por um tiro de canhão. Os seus restos mortais encontram-se depositados no Hôtel des Invalides.